# Antoine Boulant
 Antoine Boulant, né le 20 janvier 1966 à Paris, est un historien français. Docteur en histoire (thèse sur Les Agents secrets du ministre des Affaires étrangères envoyés dans les départements, 1792-1794, sous la direction de Jean Tulard, Université  Paris-Sorbonne, 1994), il consacre ses travaux à l'histoire du XVIIIe siècle, de la Révolution et du Premier Empire.

## Biographie
Professeur d'histoire-géographie (1991-1999), il est chef de la section des publications au Service historique de la Gendarmerie nationale (1999-2005) puis occupe différents postes au Service historique de la Défense : chef du bureau des publications (2005-2008), chef du bureau de la valorisation et de la communication (2008-2010), chargé de recherches (2010-2012) et enfin chef du département des services au public (2013-2016).
Membre du secrétariat de rédaction de la revue en ligne Napoleonica publiée par la Fondation Napoléon, administrateur de l'Institut Napoléon, il est également secrétaire de rédaction de la revue Sites & Monuments publiée par la Société pour la protection des paysages et de l'esthétique de la France.

## Publications

### Ouvrages
- Les Tuileries, palais de la Révolution (1789-1799), Neuilly-sur-Seine, chez l'auteur, 1989, 149 p.
- Les Ministres et les ministères du siècle des Lumières (1715-1789), avec Arnaud de Maurepas, Paris, Christian-Jas, 1996, 452 p.
- La Gendarmerie sous le Consulat et le Premier Empire, avec Gildas Lepetit, Paris, SPE-Barthelemy, 2009, 158 p.
- Les Tuileries, château des rois, palais des révolutions, Paris, Tallandier, 2016, 334 p.
- Le Tribunal révolutionnaire. Punir les ennemis du peuple, Paris, Perrin, 2018, 311 p.
- Un palais pour l'Empereur. Napoléon aux Tuileries, Paris, Les Editions du Cerf, coll. « Cerf-Patrimoines », 2019, 210 p.
- Saint-Just. L'archange de la Révolution, Paris, Passés Composés, 2020, 350 p., rééd. Alpha, 2023, 447 p.
- La Journée révolutionnaire : le peuple à l'assaut du pouvoir (1789-1795), Paris, Passés composés, 2021, 221 p. (ISBN 978-2-3793-3296-8, présentation en ligne), [présentation en ligne].
- Robespierre. La vertu et la terreur, Paris, Perrin / Bibliothèque nationale de France, coll. « Bibliothèque des Illustres », 2022, 256 p.
- La Révolution française. Vérités et légendes, Paris, Perrin, 2023, 298 p.

### Ouvrages en collaboration
- Du coup d'État de brumaire à la fin de l'Empire. Napoléon Bonaparte à Saint-Cloud, catalogue de l'exposition organisée au musée municipal de Saint-Cloud, 1999 (sous la direction de Sophie de Juvigny).
- Les Préfets, leur rôle, leur action dans le domaine de la défense de 1800 à nos jours, Bruxelles, Bruylant, 2001 (sous la direction de Maurice Vaïsse).
- De la maréchaussée à la gendarmerie. Histoire et patrimoine, Maisons-Alfort, Service historique de la Gendarmerie nationale, 2003 (sous la direction de Pascal Brouillet).
- Histoire de la maréchaussée et de la gendarmerie. Guide de recherche, Maisons-Alfort, Service historique de la Gendarmerie nationale, 2004 (sous la direction de Jean-Noël Luc).
- Les Ministres de la Guerre (1570-1792). Histoire et dictionnaire biographique, Paris, Belin, 2007 (sous la direction de Thierry Sarmant).
- Le Château de Vincennes. Une histoire militaire, Paris, Nicolas Chaudun / Service historique de la Défense, 2008 (sous la direction de Luce Gaume et Emmanuel Pénicaut).
- Police et gendarmerie dans l'Empire napoléonien, Paris, SPM, 2013 (sous la direction de Jacques-Olivier Boudon).
- Guerres et armées napoléoniennes. Nouveaux regards, Paris, Nouveau Monde éditions / ministère de la Défense, 2013 (sous la direction de Hervé Drévillon, Bertrand Fonck et Michel Roucaud).
- Les Ministres de la Guerre (1792-1870). Histoire et dictionnaire, Rennes, Presses universitaires de Rennes, 2018 (sous la direction de Edouard Ebel).
- Marie-Antoinette. Dans les pas de la reine, Paris, Perrin, 2020 (sous la direction de Jean-Christian Petitfils).
- Palais disparus de Napoléon. Tuileries, Meudon, Saint-Cloud, Paris, catalogue de l'exposition organisée au Mobilier national, In Fine éditions d'art, 2021 (sous la direction de Thierry Sarmant).
- Versailles. Histoires, secrets et mystères, Paris, Perrin, 2023 (sous la direction de Jean-Christian Petitfils).
- Maréchaux d'Empire. La gloire pour destin, Paris, Passés Composés, 2023 (sous la direction de François Houdecek).
- La Salle du trône des Tuileries. Les fastes restaurés de la monarchie, Paris, Monelle Hayot / Mobilier national, 2024 (sous la direction d'Hélène Cavalié, Anne Dion-Tenenbaum et Renaud Serrette).

### Articles
- « Le suspect parisien en l'an II », Annales historiques de la Révolution française, no 280,‎ avril-juin 1990, p. 187-197 (lire en ligne).
- « La cérémonie des Invalides (15 juillet 1804) », La Phalère, no 1, 2000, actes du colloque Napoléon et la Légion d’honneur, p. 67-75.
- « La gendarmerie face aux grèves à la fin du XIXe siècle », Revue de la Gendarmerie nationale, no 199, juin 2001, p. 130-134.
- « La nomination de Moncey comme premier inspecteur général de la gendarmerie (3 décembre 1801) », Revue Napoléon, no 8, novembre 2001, p. 54-58.
- « Les conditions d’admission dans la gendarmerie de 1791 à 1939 », Revue de la Gendarmerie nationale, no 204, octobre 2002, p. 117-123.
- « La gendarmerie et le contrôle des étrangers dans l'entre-deux-guerres », Revue de la Gendarmerie nationale, no 207, juin 2003, p. 114-119.
- « Guerre et renseignement sous la Révolution. Les agents du Conseil exécutif provisoire (1792-1793) », Revue historique des armées, no 254, mars 2009, p. 82-91. En ligne sur Revues.org
- « Les Tuileries, palais des arts sous le Premier Empire », Revue de l'Institut Napoléon, no 216, 2018, p. 61-72.

### Direction d'ouvrage
Archives militaires, mode d'emploi. Guide du lecteur dans les fonds du Service historique de la Défense, par Sandrine Heiser et Nicolas Texier, seconde édition mise à jour, Paris, Archives et Culture, 2017, 80 pages.